# 37. National Hockey League All-Star Game
Das 37. National Hockey League All-Star Game wurde am 12. Februar 1985 in Calgary ausgetragen. Das Spiel fand im Olympic Saddledome, der Spielstätte des Gastgebers Calgary Flames statt. Die All-Stars der Prince of Wales Conference schlugen die der Campbell Conference knapp mit 6:4. Das Spiel sahen 16.825 Zuschauer. Mario Lemieux von den Pittsburgh Penguins wurde zum MVP gekürt. 

## Mannschaften
| #           | Land               | Spieler         | Pos.            | Team                |
| Torhüter    |                    |                 |                 |                     |
| 30          | Vereinigte Staaten | Tom Barrasso    | Tom Barrasso    | Buffalo Sabres      |
| 31          | Schweden           | Pelle Lindbergh | Pelle Lindbergh | Philadelphia Flyers |
| Verteidiger |                    |                 |                 |                     |
| 2           | Kanada             | Phil Russell    | Phil Russell    | New Jersey Devils   |
| 3           | Kanada             | Scott Stevens   | Scott Stevens   | Washington Capitals |
| 5           | Vereinigte Staaten | Rod Langway     | Rod Langway     | Washington Capitals |
| 6           | Vereinigte Staaten | Mike Ramsey     | Mike Ramsey     | Buffalo Sabres      |
| 7           | Kanada             | Ray Bourque     | Ray Bourque     | Boston Bruins       |
| 24          | Vereinigte Staaten | Chris Chelios   | Chris Chelios   | Montréal Canadiens  |
| Angreifer   |                    |                 |                 |                     |
| 9           | Kanada             | Ron Francis     | C               | Hartford Whalers    |
| 10          | Vereinigte Staaten | Bobby Carpenter | C               | Washington Capitals |
| 11          | Kanada             | Mike Gartner    | RW              | Washington Capitals |
| 12          | Kanada             | Tim Kerr        | C               | Philadelphia Flyers |
| 15          | Schweden           | Anders Hedberg  | RW              | New York Rangers    |
| 16          | Kanada             | Michel Goulet   | LW              | Quebec Nordiques    |
| 17          | Kanada             | Kirk Muller     | C               | New Jersey Devils   |
| 19          | Kanada             | Bryan Trottier  | C               | New York Islanders  |
| 21          | Kanada             | Brent Sutter    | C               | New York Islanders  |
| 22          | Kanada             | Mike Bossy      | RW              | New York Islanders  |
| 27          | Kanada             | John Tonelli    | LW              | New York Islanders  |
| 66          | Kanada             | Mario Lemieux   | C               | Pittsburgh Penguins |

| #           | Land             | Spieler           | Pos.          | Team                  |
| Torhüter    |                  |                   |               |                       |
| 31          | Kanada           | Grant Fuhr        | Grant Fuhr    | Edmonton Oilers       |
| 35          | Kanada           | Andy Moog         | Andy Moog     | Edmonton Oilers       |
| Verteidiger |                  |                   |               |                       |
| 2           | Kanada           | Al MacInnis       | Al MacInnis   | Calgary Flames        |
| 4           | Kanada           | Kevin Lowe        | Kevin Lowe    | Edmonton Oilers       |
| 7           | Kanada           | Paul Coffey       | Paul Coffey   | Edmonton Oilers       |
| 8           | Kanada           | Randy Carlyle     | Randy Carlyle | Winnipeg Jets         |
| 23          | Kanada           | Paul Reinhart     | Paul Reinhart | Calgary Flames        |
| 24          | Kanada           | Doug Wilson       | Doug Wilson   | Chicago Black Hawks   |
| Angreifer   |                  |                   |               |                       |
| 9           | Kanada           | Glenn Anderson    | RW            | Edmonton Oilers       |
| 10          | Kanada           | Dale Hawerchuk    | C             | Winnipeg Jets         |
| 11          | Kanada           | Brian Sutter      | LW            | St. Louis Blues       |
| 14          | Tschechoslowakei | Miroslav Fryčer   | RW            | Toronto Maple Leafs   |
| 15          | Kanada           | Paul MacLean      | RW            | Winnipeg Jets         |
| 16          | Kanada           | Marcel Dionne     | C             | Los Angeles Kings     |
| 17          | Finnland         | Jari Kurri        | RW            | Edmonton Oilers       |
| 20          | Schweden         | Thomas Gradin     | C             | Vancouver Canucks     |
| 25          | Kanada           | John Ogrodnick    | LW            | Detroit Red Wings     |
| 26          | Kanada           | Mike Krushelnyski | C             | Edmonton Oilers       |
| 44          | Kanada           | Steve Payne       | LW            | Minnesota North Stars |
| 99          | Kanada           | Wayne Gretzky     | C             | Edmonton Oilers       |

## Spielverlauf

### Wales Conference All-Stars 6 – 4 Campbell Conference All-Stars
All Star Game MVP: Mario Lemieux
| Team                                  | Zeit  | Stand | Torschütze         | Vorlagengeber     | Vorlagengeber |
| 1. Drittel                            |       |       |                    |                   |               |
| Logo der Prince of Wales Conference   | 1:40  | 1–0   | Ron Francis        | Tim Kerr          |               |
| Logo der Prince of Wales Conference   | 5:31  | 2–0   | Tim Kerr           | Michel Goulet     | Ray Bourque   |
| Logo der Clarence Campbell Conference | 6:33  | 2–1   | Marcel Dionne (PP) | John Ogrodnick    | Al MacInnis   |
| Logo der Clarence Campbell Conference | 16:35 | 2–2   | Miroslav Fryčer    | Mike Krushelnyski | Randy Carlyle |
| 2. Drittel                            |       |       |                    |                   |               |
| Logo der Prince of Wales Conference   | 33:46 | 3–2   | Anders Hedberg     | Mario Lemieux     | Rod Langway   |
| Logo der Prince of Wales Conference   | 37:47 | 4–2   | Mario Lemieux      | Kirk Muller       | Ray Bourque   |
| 3. Drittel                            |       |       |                    |                   |               |
| Logo der Clarence Campbell Conference | 57:09 | 4–3   | Wayne Gretzky      | Mike Krushelnyski |               |
| Logo der Prince of Wales Conference   | 57:38 | 5–3   | Mario Lemieux      | Ray Bourque       |               |
| Logo der Clarence Campbell Conference | 59:18 | 5–4   | Randy Carlyle      | Mike Krushelnyski |               |
| Logo der Prince of Wales Conference   | 57:38 | 6–4   | Mike Gartner (EN)  | Ray Bourque       |               |

Schiedsrichter: Andy van Hellemond

Linienrichter: Gerard Gauthier, Bob Hodges

Zuschauer: 16.683